# Поздивища
Поздѝвища или рядко Поздѝвище (произношение в местния говор Поздѝвишча, на гръцки: Χάλαρα, Халара, до 1927 година Ποσδιβίτσι, Посдивици или Ποδοβίστα, Подовиста) е село в Егейска Македония, Гърция, в дем Костур, област Западна Македония.

## География
Селото отстои на 20 километра северно от демовия център Костур, в областта Кореща (Корестия) и на 5 километра североизточно от Кореща (Корестия). Разположено е в подножието на Въро – разклонение на Вич (Вици).

## История

### Етимология
Според Любица Станковска името Поздивища идва от личното име Поздивит. Споменато е в документи от 1545 и 1569 година. Според академик Иван Дуриданов името е първоначален патроним на -ишчи < -itji, който произхожда от фамилното име Поздев или от личното име Поздѣи. Сравними са староруското лично име Поздѣи, фамилното име Поздѣевъ, старочешките лични имена Pozden, Pozdě-rad.

### Античност
В местността Бутеш на около километър източно от селото, в непосредствена близост до река бистрица и между църквичките (манастирчетата) „Свети Атанасий“ в землището на Поздивища и „Свети Атанасий“ в землището на Чърновища има следи от антично селище. Селяните при обработка на земята са откривали бронзови статуи и други старини. Според преданието в Поздивища това селище е изгорено от турците при завоеванието. Командирът на османската войска извикал „Бутеш“, тоест „Да се запали“, и така останало името на местността.
В същата местност при Големи Ливадища и западно е местността Аджиева нива, където има стари гробища.

### В Османската империя
Според Тодор Симовски селото е основано от скотовъдци от Преспа. В началото селото е на венеца Винов Танец в местностите Рушоп и Кочинова лапка, по-късно в местността Селище и после слиза в котловината до античното селище.
Църквата „Света Богородица“ в Поздивища датира от около 1700 година, но е лошо запазена – покривът е разрушен и стенописите са повредени.
В края на XIX век Поздивища е чисто българско село. Александър Синве ("Les Grecs de l’Empire Ottoman. Etude Statistique et Ethnographique"), който се основава на гръцки данни, в 1878 година пише, че в Босдивиста (Bosdivista) живеят 900 гърци.
В „Етнография на вилаетите Адрианопол, Монастир и Салоника“, издадена в Константинопол в 1878 година и отразяваща статистиката на населението от 1873 г., Поздивища (Posdivischta) е посочено като село с 52 домакинства и 160 жители българи.
Според статистиката на Васил Кънчов („Македония. Етнография и статистика“) в 1900 година Поздивища има 700 жители българи християни.
На Етнографската карта на Битолския вилает на Картографския институт в София от 1901 година Поздивища е чисто българско село в Костурската каза на Корчанския санджак със 115 къщи.
В селото е основан български революционен комитет на ВМОРО. На 10 ноември 1899 година организацията ликвидира Незер – золумджия и убиец на Алексо Новачков от Поздивища – в местността Скала между селата Поздивища и Брезница. През ноември 1901 година ВМОРО ликвидира в Поздивища албанеца Тефик бей, убиец и изедник.
Поздивища дава 70 души участници в Илинденско-Преображенското въстание през лятото на 1903 година. Според сведение на ръководителите на въстнието в Костурско Васил Чекаларов, Лазар Поптрайков, Пандо Кляшев, Манол Розов и Михаил Розов, изпратено до всички чуждестранни консулства в Битоля на 30 август 1903 година, в Поздивища от 120 къщи изгарят 27 и са убити Ристовица Кинтна (55) и Лазовица Шотова. Според друг източник от 110 къщи са изгорени 30, както и 23 плевни. От селото като въстаници участват 70 души, от които Търпе Траянов и Андон Кузов са убити.
Щастливи сме били... че не изгорѣ цѣлото ни село, а останаха здрави 90 кѫщи. Макаръ повечето отъ тѣхъ да сѫ ограбени, нъ все пакъ населението има подслонъ. Па и сѣмействата на изгоренитѣ 30 кѫщи лесно се помѣстиха въ здравитѣ. Всичко това ние дължимъ, г-не, на една щастлива случайность. Когато войскитѣ отъ къмъ Вишени се готвѣха да го нападнатъ, то бѣше вече окупирано отъ други войски, дошли отъ Леринъ прѣзъ Бабчоръ и Кономлади. Миралаятъ на тия войски не допусна да се изгори ни едно село, прѣзъ кѫдѣто минаха тѣ, нъ за това пъкъ немилостиво избиваха всички мѫже, които срѣщнѣха. Когато тия войски влѣзнаха въ селото ни, населението бѣше се оттеглило въ кономладската Черна гора и въ Лисецъ. Край селото една жена караше едно магаренце. Поискаха да й го взематъ. Тя се съпротиви и биде убита. Освѣнъ нея друга една болна жена, която не можеше да избѣга, изгорѣ въ кѫщата си. Войскитѣ излѣзнаха отъ селото и заминаха за с. Габрешъ. Сжщеврѣменно пламъцитѣ отъ подпаленитѣ кѫщи въ с. с. Черновища и Дрѣновени се смѣсваха съ облацитѣ.
През ноември 1903 година българският владика Григорий Пелагонийски, придружаван от Наум Темчев, Търпо Поповски и председателя на Костурската българска община Григорий Бейдов, пристигат в Поздивища, посрещнати от цялото население, и раздават помощи на пострадалите при потушаването на Илинденското въстание 30 семейства от Поздивища, чиито къщи са изгорени, както и на всички бедни семейства. Митлополит Григорий отсяда у селския свещеник Георги, когото го е ръкоположил и на когото дава прошка затова, че е подписал заявление, че признава Патриаршията, за да спаси живота си. Помощи са раздадени за жителите на съседното Чърновища.
В 1902 година според гръцки данни в селото има 70 патриаршистки семейства и 55 екзархийски. По-късно цялото население на Поздивища минава под върховенството на Българската екзархия. По данни на секретаря на екзархията Димитър Мишев („La Macédoine et sa Population Chrétienne“) в 1905 година в селото има 920 българи екзархисти и функционира българско училище.
Гръцка статистика от 1905 година представя селото като смесено гръцко-българско с 400 жители гърци и 250 жители българи. Според Георги Константинов Бистрицки Поздивица преди Балканската война има 160 български къщи.
По време на Балканската война 11 души от Поздивища се включват като доброволци в Македоно-одринското опълчение.
В 1915 година костурчанинът учител Георги Райков пише:
| „ | 1/2 ч. на северозапад от с. Черновища е разположено с. Поздивища с около 124 къщи. Населението е чисто българско и си говори на матерния си язик - български. Имат си българска църква и български свещеници: поп Георги Киров и поп Ставро, както и българско училище с учител Георги Райков, а след него си имаха свои учители от селото: Олга Новачкова и Трайко Илиев. За духовен началник признаваха Българския Екзарх Йосиф I. | “ |

На етническата карта на Костурското братство в София от 1940 година, към 1912 година Посдивища е обозначено като българско селище.

### В Гърция
През войната селото е окупирано от гръцки части и остава в Гърция след Междусъюзническата война. Боривое Милоевич пише в 1921 година („Южна Македония“), че Поздивище (Поздивиште) има 135 къщи славяни християни. В 1927 година селото е прекръстено на Халара. Между 1914 и 1919 година 14 души от Поздивища подават официално документи за емиграция в България, а след 1919 – 2. В селото има 2 политически убийства. В междувоенния период има голяма емиграция отвъд океана и към България.
Традиционно селото произвежда жито, боб и овошки и се занимава и частично със скотовъдство.
В 1932 година се регистрирани 145 българофонски семейства, 142 от които с изявено „славянско съзнание“. В 1945 година в селото има 700 българофони, всички с „негръцко национално съзнание“.
През Втората световна война селото пострадва от италианските наказателни отряди. В селото е създадена чета на българската паравоенна организация Охрана. По време на Гръцката гражданска война селото пострадва силно – 62 семейства и няколко отделни хора се изселват в социалистическите страни, а 166 деца от Поздивища са изведени от селото от комунистическите части като деца бежанци.
След войната започва масова емиграция отвъд океана в Австралия, САЩ и Канада. В 1960 година в селото е издигнат бюст на гъркоманския поп Илия.
В селото има и църква „Свети Никола“.
| Име       | Име       | Ново име | Ново име | Описание                          |
| --------- | --------- | -------- | -------- | --------------------------------- |
| Картелово | Καρτέλοβο | Педино   | Πεδινό   | местност И от Поздивища           |
| Кури      | Κουρί     | Дасаки   | Δασάκι   | местност във Вич, СИ от Поздивища |
| Кремино   | Γκρεμίνο  | Гремос   | Γκρεμός  | връх във Вич                      |

| Година    | 1913 | 1920 | 1928 | 1940 | 1951 | 1961 | 1971 | 1981 | 1991 | 2001 | 2011 | 2021 |
| --------- | ---- | ---- | ---- | ---- | ---- | ---- | ---- | ---- | ---- | ---- | ---- | ---- |
| Население | 968  | 710  | 676  | 738  | 450  | 229  | 184  | 189  | 152  | 57   | 13   | 9    |

## Личности
Поздивченин е българският политик Панайот Георгиев (1915 – 1954), кмет на Стара Загора. От Поздивища са дейците на българската революционна организация в Македония Георги Стойчев (1862 – ?), Наум Накев, по-късно емигрантски деец в Канада, и Тома Георгиев.
Деец на гръцката въоръжена пропаганда в Македония в началото на XX век е Герго Количев. Сред по-известните поздивчени с македонска национална идентичност са математичката Димитра Карчицка (р. 1939), поетът Ристо Шанев (р. 1944) и австралийският емигрантски деец Кръсто Шкодров (1944 – 2005),  всички изведени от Поздивища по време на Гражданската война като деца бежанци.